# Liparis (plante)
Pour les articles homonymes, voir Liparis.
Genre
Classification phylogénétique
Liparis est un genre d'orchidées terrestres comptant environ 200 espèces, réparties sur les cinq continents.

## Étymologie
Liparis vient du Grec Lipos = lèvres.

## Espèces européennes
- Liparis loeselii (L.) L.C.M. Richard, Liparis de Loesel

## Liste d'espèces

### A
- Liparis aaronii P.J.Cribb & B.A.Lewis 1989
- Liparis abyssinica A.Rich. 1850
- Liparis acaulis Schltr. in K.M.Schumann & C.A.G.Lauterbach, 1905
- Liparis acuminata Hook.f. 1890
- Liparis acutissima Rchb.f. 1878
- Liparis adamsii Proctor 1982
- Liparis affinis (Blume) Lindl. 1830
- Liparis alata A.Rich. 1841
- Liparis alavensis P.J.Cribb & Whistler 2004
- Liparis alpina P.Royen 1979
- Liparis altigena Schltr. 1911
- Liparis amabilis Fukuy. 1938
- Liparis ambohimangana Hermans 2007
- Liparis amboinensis J.J.Sm. 1905
- Liparis amesiana Schltr. 1911
- Liparis amplifolia Schltr. 1924
- Liparis anatina Szlach. 1993
- Liparis anceps Schltr. 1922
- Liparis andringitrana Schltr. 1924
- Liparis anemophila chltr., 1911
- Liparis angustilabris  (F.Muell.) Blaxell 1978
- Liparis anopheles J.J.Wood 1991
- Liparis anthericoides H.Perrier 1936
- Liparis aphylla G.A.Romero & Garay 1999
- Liparis apiculata Schltr. 1911
- Liparis aptenodytes J.J.Sm. 1928
- Liparis arachnites Schltr. 1911
- Liparis araneola Ridl. 1896
- Liparis arcuata J.J.Sm. 1932
- Liparis arnoglossophylla (Rchb.f.) Rchb.f. ex Hemsl. 1884
- Liparis arrigens J.J.Sm., 1935
- Liparis ascendens P.J.Cribb 1996
- Liparis assamica King & Pantl. 1898
- Liparis atropurpurea Lindl., 1830.
- Liparis atrosanguinea Ridl., 1870.
- Liparis aurantiorbiculata J.J.Wood & A.L.Lamb in J.J.Wood & al., 1993.
- Liparis auriculata Blume ex Miq., 1866.
- Liparis auriculifera J.J.Sm., 1928.
- Liparis aurita Ridl. in H.O.Forbes, 1885.
- Liparis averyanoviana Szlach., 1993.

### B
- Liparis balansae Gagnep., 1932.
- Liparis barbata Lindl., 1830.
- Liparis bathiei Schltr., 1924.
- Liparis bautingensis Tang & F.T.Wang, 1974.
- Liparis beccarii Ridl., 1886.
- Liparis beckeri R.J.V.Alves, 1991.
- Liparis beddomei Ridl., J. Linn. Soc., 1886.
- Liparis benguetensis (Ames) Schltr., 1911.
- Liparis bernieri Frapp. ex Cordem., 1895.
- Liparis bibullata J.J.Sm., 1927.
- Liparis bicolor J.J.Sm., 1905.
- Liparis bicornis Ridl., J. Linn. Soc., 1885.
- Liparis bicuspidata J.J.Sm., 1903.
- Liparis bifolia Cogn. in C.F.P.von Martius & auct. suc. (eds.), 1895.
- Liparis biglobulifera J.J.Sm., 1927.
- Liparis biloba Wight, 1851.
- Liparis bilobulata J.J.Sm., 1905.
- Liparis bistriata C.S.P.Parish & Rchb.f., 1874.
- Liparis bleyi J.J.Sm., 1928.
- Liparis bontocensis Ames, 1923.
- Liparis bootanensis Griff., 1851.
- Liparis bowkeri Harv., 1863.
- Liparis brachyglottis Rchb.f. ex Trimen, 1885.
- Liparis brachystalix Rchb.f., 1876.
- Liparis brachystele Ridl., 1916.
- Liparis bracteata T.E.Hunt, 1946.
- Liparis brevicaulis Schltr., 1911.
- Liparis brookesii Ridl., 1910.
- Liparis brunneolobata Kerr, 1933.
- Liparis brunnescens Schltr., 1911.
- Liparis bulbophylloides H.Perrier, 1936.

### C
- Liparis caespitosa (Lam.) Lindl., 1825.
- Liparis caillei Finet, 1909.
- Liparis calcarea Schltr., 1911.
- Liparis caloglossa Schltr., 1924.
- Liparis campylostalix Rchb.f., 1876.
- Liparis capensis Lindl., 1840.
- Liparis cardiophylla Ames, 1908.
- Liparis caricifolia Schltr., 1911.
- Liparis carinatisepala J.J.Sm., 1928.
- Liparis cathcartii Hook.f., 1889.
- Liparis caulescens Frapp. ex Cordem., 1895.
- Liparis cauliflora Merr., 1913.
- Liparis celebica Schltr., 1911.
- Liparis chalandei Finet, 1908.
- Liparis chapaensis Gagnep., 1932.
- Liparis chimanimaniensis G.Will., 1983.
- Liparis chlorantha Schltr., 1911.
- Liparis chungthangensis Lucksom, 2004.
- Liparis cinnabarina J.J.Sm., 1908.
- Liparis cladophylax Schltr., 1916.
- Liparis clareae Hermans, 2007.
  - Liparis clareae var. angustifolia H.Perrier ex Hermans, 2007.
  - Liparis clareae var. clareae.
- Liparis clavigera Ridl., 1886.
- Liparis cleistogama J.J.Sm., 1905.
- Liparis clemensiae (Ames) Ames, 1915.
- Liparis clypeolum (G.Forst.) Lindl., 1830.
- Liparis coelogynoides (F.Muell.) Benth., 1873.
- Liparis collinsii B.Gray, 1992.
- Liparis compressa (Blume) Lindl., 1830.
  - Liparis compressa var. compressa.
  - Liparis compressa var. maxima J.J.Sm., 1931.
- Liparis condylobulbon Rchb.f., 1862.
- Liparis congesta Ridl., 1916.
- Liparis conopea Aver., 1997.
- Liparis cordifolia Hook.f., 1889.
- Liparis cordiformis C.Schweinf., 1937.
- Liparis crassibasis J.J.Sm., 1928.
- Liparis crenulata (Blume) Lindl., 1830.
- Liparis crispifolia Rchb.f., 1876.
- Liparis cucullata S.S.Chien,1930.
- Liparis cumingii Ridl., 1886.
- Liparis cuspidata Ridl., 1886.
- Liparis cyclostele Schltr., 1911.
- Liparis cymbidiifolia J.J.Sm., 1908.

### D
- Liparis cyperifolia Ridl., 1916.
- Liparis dalessandroi Dodson, 1984.
- Liparis dalzellii Hook.f., 1890.
- Liparis danguyana H.Perrier, 1936.
- Liparis decurrens (Blume) Rchb.f. ex Ridl., 1886.
- Liparis deflexa Hook.f., 1890.
- Liparis deistelii Schltr., 1906.
- Liparis delicatula Hook.f., 1890.
- Liparis dendrochiloides Seidenf. ex Aver., 1988.
- Liparis densa Schltr., 1924.
- Liparis disepala Rchb.f., 1876.
- Liparis distans C.B.Clarke, 1889.
- Liparis dolichobulbos Schltr., 1911.
- Liparis dolichostachys Schltr., 1906.
- Liparis dongchenii Lucksom, 2000.
- Liparis downii Ridl., 1908.
- Liparis draculoides E.W.Greenw., 1982.
- Liparis dryadum Schltr., 1924.
- Liparis dumaguetensis Ames, 1915.
- Liparis dunii Rolfe, 1908.

### E
- Liparis elegans Lindl., 1830.
- Liparis elegantula Kraenzl., 1906.
- Liparis elliptica Wight, 1851.
- Liparis elmeri (Ames) Schltr., 1911.
- Liparis emarginata Aver., 1997.
- Liparis endertii J.J.Sm., 1931.
- Liparis epiphytica Schltr., 1905.
- Liparis esquirolii Schltr., 1913.
- Liparis exaltata Ridl., 1917.
- Liparis exilis J.J.Sm., 1908.

### F
- Liparis fantastica Ames & C.Schweinf., 1934.
- Liparis fargesii Finet, 1908.
- Liparis ferruginea Lindl., 1848.
- Liparis ficicola Schltr., 1911.
- Liparis filiformis Aver., 2005.
- Liparis finetiana Schltr., 1911.
- Liparis finisterrae Schltr., 1911.
- Liparis firma J.J.Sm., 1914.
- Liparis fissilabris Tang & F.T.Wang, 1974.
- Liparis fissipetala Finet, 1908.
- Liparis flabellata J.J.Sm., 1908.
- Liparis flammula Frapp. ex Cordem., 1895.
- Liparis flava (Aver.) Aver., 2003.
- Liparis flavescens (Thouars) Lindl., 1825.
- Liparis fleckeri Nicholls, 1938.
- Liparis foetulenta J.J.Sm., 1920.
- Liparis forrestii Rolfe, 1913.
- Liparis fragilis (Ames) Ames, 1915.
- Liparis fujisanensis F.Maek. ex Konta & S.Matsumoto, 1997.
- Liparis furcata (Hook.f.) Ridl., 1896.

### G
- Liparis gamblei Hook.f., 1889.
- Liparis gautierensis J.J.Sm., 1912.
- Liparis geelvinkensis J.J.Sm., R1913.
- Liparis genychila Schltr. in K.M.Schumann & C.A.G.Lauterbach, 1905.
- Liparis geophila Schltr., 1911.
- Liparis gibbosa Finet, 1908.
- Liparis gibbsiae J.J.Sm. in L.S.Gibbs, 1917.
- Liparis gigantea C.L.Tso, 1933.
- Liparis gjellerupii J.J.Sm., 1913.
- Liparis glaucescens J.J.Sm., 1903.
- Liparis glossula Rchb.f., 1876.
- Liparis glumacea Schltr., 1911.
- Liparis goodyeroides Schltr., 1906.
- Liparis govidjoae Schltr., 1911.
- Liparis gracilenta Dandy in A.W.Exell, 1944.
- Liparis gracilipes Schltr., 1924.
- Liparis graciliscapa Schltr., 1911.
- Liparis grandiflora Ridl., 1884.
- Liparis grandis Ames & C.Schweinf. in O.Ames, 1920.
- Liparis greenwoodiana Espejo, 1987.
- Liparis grossa Rchb.f., 1883.

### H
- Liparis habenarina (F.Muell.) Benth., 1873.
- Liparis hagerupii J.J.Sm.,1945.
- Liparis hainanensis Tang & F.T.Wang, 1974.
- Liparis halconensis (Ames) Ames, 1915.
- Liparis hawaiensis H.Mann, 1867.
- Liparis heliophila J.J.Sm., 1928.
- Liparis hemipilioides Schltr., 1899.
- Liparis henrici Schltr., R1924.
- Liparis henryi Rolfe, 1896.
- Liparis hensoaensis Kudô, 1930.
- Liparis hirtzii Dodson, I1989.
- Liparis hirundo Holttum, 1947.
- Liparis hostifolia (Koidz.) Koidz. ex Nakai, 1928.

### I
- Liparis imerinensis Schltr., 1924.
- Liparis imperatifolia Schltr., 1911.
- Liparis inamoena Schltr., 1911.
- Liparis inaperta Finet, 1908.
- Liparis indifferens J.J.Sm., 1913.
- Liparis indirae Manilal & C.S.Kumar, 1984.
- Liparis insectifera Ridl., 1916.

### J
- Liparis jamaicensis Lindl. ex Griseb., 1866.
- Liparis janowskii J.J.Sm., 1913.
- Liparis japonica (Miq.) Maxim., 1887.
- Liparis jarensis Ames, 1920.
- Liparis javanica J.J.Sm., 1913.
- Liparis jovispluvii C.S.P.Parish & Rchb.f., 1874.
- Liparis jumelleana Schltr., 1916.

### K
- Liparis kamborangensis Ames & C.Schweinf. in O.Ames, 1920.
- Liparis kamerunensis Schltr., 1915.
- Liparis kempfii Schltr., 1919.
- Liparis kempteriana Schltr., 1911.
- Liparis kemulensis J.J.Sm., 1932.
- Liparis kenejiae Schltr., 1911.
- Liparis kerintjiensis J.J.Sm., 1928.
- Liparis kinabaluensis J.J.Wood, 1990.
- Liparis kiriromensis Tixier, 1968.
- Liparis koreana (Nakai) Nakai, 1952.
- Liparis krameri Franch. & Sav., 1878.
  - Liparis krameri var. krameri.
  - Liparis krameri var. sasakii (Hayata) T.Hashim.,1987.
- Liparis kwangtungensis Schltr., 1924.

### L
- Liparis lacerata Ridl., 1886.
- Liparis lacus J.J.Sm. in L.S.Gibbs, 1917.
- Liparis lamproglossa Schltr., 1911.
- Liparis latialata Mansf., 1935.
- Liparis latibasis J.J.Sm., 1913.
- Liparis laticuneata C.Schweinf., 1951.
- Liparis latifolia Lindl., 1830.
- Liparis latilabris Rolfe, 1903.
- Liparis lauterbachii Schltr., 1906.
- Liparis laxa Schltr., 1906.
- Liparis layardii F.Muell., 1885.
  - Liparis layardii var. layardii.
  - Liparis layardii var. santoensis T.Hashim., 1998.
- Liparis le-ratii Schltr., 1911.
- Liparis leptopus Schltr., 1911.
- Liparis letouzeyana Szlach. & Olszewski, 2001.
- Liparis leucophaea Schltr., 1911.
- Liparis leytensis Ames, 1915.
- Liparis liliifolia (L.) Rich. ex Lindl., 1825.
- Liparis lindeniana (A.Rich. & Galeotti) Hemsl., 1879.
- Liparis linearifolia (Ames) Ames,1915.
- Liparis lingulata Ames & C.Schweinf. in O.Ames, 1920.
- Liparis listeroides Schltr., 1924.
- Liparis lobongensis Ames, 1920.
- Liparis loeselii (L.) Rich., De Orchid. Eur.: 38 (1817.
- Liparis loliacea Ridl., 1916.
- Liparis longicaulis Ridl., 1885.
- Liparis longipetala Ridl., 1885.
- Liparis longissima J.J.Sm., 1914.
- Liparis lueri Dodson, 1984.
- Liparis lutea Ridl., 1885.
- Liparis luteola Lindl., 1830.
- Liparis lycopodioides 1931.
- Liparis lydiae Lucksom, 1992.

### M
- Liparis maboroensis Schltr., 1911.
  - Liparis maboroensis var. bistriata J.J.Sm. in L.S.Gibbs, 1917.
  - Liparis maboroensis var. maboroensis.
- Liparis madrensis Soto Arenas, Salazar & R.Jiménez, 2002 publ. 2003.
- Liparis magnicallosa Ames, 1922.
- Liparis maingayi (Hook.f.) Ridl., 1896.
- Liparis major Schltr. in K.M.Schumann & C.A.G.Lauterbach, 1905.
- Liparis makinoana Schltr., 1919.
- Liparis mamillata Aver., 2003.
- Liparis mannii Rchb.f., 1872.
- Liparis mantidopsis Szlach., 1993.
- Liparis maotiensis J.J.Sm., 1928.
- Liparis mapaniifolia Schltr., 1911.
- Liparis mentaweiensis J.J.Sm., 1920.
- Liparis merapiensis Schltr., 1911.
- Liparis merrillii (Ames) Schltr., 1911.
- Liparis microblepharon Schltr., 1911.
- Liparis microcharis Schltr., 1924.
- Liparis minahassae J.J.Sm., 1903.
- Liparis miniata Schltr., 1911.
- Liparis molendinacea G.Will., 1983.
- Liparis montana (Blume) Lindl., 1830.
  - Liparis montana var. maxima Ridl., 1896.
  - Liparis montana var. montana.
- Liparis mulindana Schltr., 1915.
- Liparis murkelensis J.J.Sm., 1928.

### N
- Liparis nakaharae Hayata, 1911.
- Liparis nebuligena Schltr., 1911.
- Liparis nectarina Frapp. ex Cordem., 1895.
- Liparis negrosiana Ames, 1912.
- Liparis nephrocardia Schltr., 1924.
- Liparis nervosa (Thunb.) Lindl., 1830. 
  - Liparis nervosa subsp. granitica Carnevali & I.Ramírez, 2003.
  - Liparis nervosa var. khasiana (Hook.f.) P.K.Sarkar, 1984.
  - Liparis nervosa subsp. nervosa.
- Liparis neuroglossa Rchb.f., 1881.
- Liparis nigrescens Schltr., 1915.
- Liparis nugentiae F.M.Bailey, 1900.
- Liparis nutans (Ames) Ames, 1915.
- Liparis nyikana G.Will., 1983.

### O
- Liparis ochracea Ridl., 1885.
- Liparis ochrantha Schltr., 1911.
- Liparis odorata (Willd.) Lindl., 1830.
- Liparis oligantha Schltr., 1911.
- Liparis olivacea Lindl., 1830.
- Liparis oppositifolia Szlach., 1993.
- Liparis orbiculata L.O.Williams, 1941.
- Liparis ornithorrhynchos Ridl.,1885.
- Liparis ovalis Schltr., 1911.

### P
- Liparis palawanensis Ames, 1923.
- Liparis palawensis Tuyama, 1940.
- Liparis pallida (Blume) Lindl., 1830.
- Liparis pandaneti J.J.Sm., 1913.
- Liparis pandurata Ames, 1920.
- Liparis panduriformis H.Perrier, 1936.
- Liparis paradoxa (Lindl.) Rchb.f. in W.G.Walpers, 1861.
- Liparis parva Ridl., J. Linn. Soc.,1885.
- Liparis parviflora (Blume) Lindl., 1830.
- Liparis parvula (Hook.f.) Ridl., 1896.
- Liparis pauliana Hand.-Mazz., Anz. Akad. Wiss. Wien, 1921.
- Liparis pectinata Ridl., J. Linn. Soc., 1886.
- Liparis pedicellaris Schltr., 1911.
- Liparis penduliflora Szlach., 1993.
- Liparis perpusilla Hook.f., 1889.
- Liparis perrieri Schltr., 1913.
  - Liparis perrieri var. perrieri.
  - Liparis perrieri var. trinervia H.Perrier ex Hermans, 2007.
- Liparis petelotii Gagnep., 1932.
- Liparis petiolata (D.Don) P.F.Hunt & Summerh., 1966.
- Liparis petraea Aver. & Averyanova, 2006.
- Liparis phalacrocorax N.Hallé, 1977.
- Liparis philippinensis (Ames) Schltr., 1911.
- Liparis phyllocardia Schltr., 1910.
- Liparis pilifera J.J.Sm., 1932.
- Liparis piriformis Szlach., 1993.
- Liparis plantaginea Lindl., 1830.
- Liparis platychila Schltr. in K.M.Schumann & C.A.G.Lauterbach, 1905.
- Liparis platyglossa Schltr., 1906.
- Liparis platyphylla Ridl., 1886.
- Liparis platyrachis Hook.f., 1889.
- Liparis prava Ames, 1922.
- Liparis prianganensis J.J.Sm., 1913.
- Liparis pseudodisticha Schltr. in K.M.Schumann & C.A.G.Lauterbach, 1905.
- Liparis puberula Ridl., 1916.
- Liparis pullei J.J.Sm., 1914.
- Liparis pulverulenta Guillaumin, 1952.
- Liparis pumila Aver., 2003.
- Liparis puncticulata Ridl., 1886.
- Liparis punctifera Schltr., 1911.
- Liparis punctilabris Frapp. ex Cordem., 1895.
- Liparis purpureoviridis Burkill & Holttum, 1923.
- Liparis pygmaea King & Pantl., 1898.

### Q
- Liparis quadribullata Schltr., 1911.

### R
- Liparis ramosa Poepp. & Endl., 1836.
- Liparis rectangularis H.Perrier, 1936.
- Liparis reflexa (R.Br.) Lindl., 1825.
- Liparis refracta J.J.Sm., 1928.
- Liparis regnieri Finet, 1908.
- Liparis remota J.Stewart & Schelpe, 1981.
- Liparis resupinata Ridl., 1886.
- Liparis revoluta Hook. & Arn., 1832.
- Liparis rheedei Lindl., 1830.
- Liparis rhodochila Rolfe, 1908.
- Liparis rhombea J.J.Sm., 1910.
- Liparis riparia J.J.Sm., 1913.
- Liparis rivalis Schltr., 1924.
- Liparis riparia J.J.Sm., 1913.
- Liparis rivalis Schltr., 1924.
- Liparis rosseelii Stévart, 2000.
- Liparis rungweensis Schltr., 1915.
- Liparis rupestris Griff., 1851.
- Liparis rusbyi Rolfe, 1907.

### S
- Liparis sachalinensis Nakai, 1931.
- Liparis salassia (Pers.) Summerh.,1953.
- Liparis sambiranoensis Schltr., 1924.
- Liparis saundersiana Rchb.f., 1872.
- Liparis scaposa Frapp. ex Cordem., 1895.
- Liparis schistochila Schltr., 1906.
- Liparis scleriifolia Schltr., 1922.
- Liparis seidenfadeniana Szlach.,1993.
- Liparis serpens Garay, 1958.
- Liparis serrulata Schltr. in K.M.Schumann & C.A.G.Lauterbach, 1905.
- Liparis siamensis Rolfe ex Downie, 1925.
- Liparis similis Schltr., R1911.
- Liparis simmondsii F.M.Bailey, 1891.
- Liparis somai Hayata, 1914.
- Liparis sootenzanensis Fukuy., 1933.
- Liparis sparsiflora Aver., 2003.
- Liparis spectabilis Schltr., 1911.
  - Liparis spectabilis var. dischorensis Schltr.,1911.
  - Liparis spectabilis var. spectabilis.
- Liparis spiralipetala J.J.Sm., 1927.
- Liparis stenoglossa C.S.P.Parish & Rchb.f., 1874.
- Liparis stenophylla Schltr., 1924.
- Liparis stenostachya Schltr., 1911.
- Liparis stolzii Schltr., 1915.
- Liparis stricklandiana Rchb.f., 1880.
- Liparis suborbicularis Summerh., 1934.
- Liparis sula N.Hallé, 1977.
- Liparis swenssonii F.M.Bailey, 1906.
- Liparis sympodialis Schltr., 1911.

### T
- Liparis taronensis S.C.Chen, 1983.
- Liparis tenella J.J.Sm., 1932.
- Liparis tenuis Rolfe ex Downie, 1925.
- Liparis terrestris J.B.Comber, 2001.
- Liparis tigerhillensis A.P.Das & Chanda, 1988 publ. 1989.
- Liparis togensis J.J.Sm., 1928.
- Liparis torricellensisv Schltr. in K.M.Schumann & C.A.G.Lauterbach, 1905.
- Liparis torta Hook.f., 1890.
- Liparis toxopei J.J.Sm., 1928.
- Liparis trachyglossa Schltr., 1911.
- Liparis tradescantifolia (Blume) Lindl., 1830.
- Liparis tricallosa Rchb.f., 1879.
- Liparis trichechus J.J.Sm., 1917.
- Liparis trichoglottis (Ames) Schltr., 1911.
- Liparis tridens Kraenzl., 1900.
- Liparis tripartita Aver. & Averyanova, 2006.
- Liparis triticea Ridl., 1916.
- Liparis trullifera Ames & C.Schweinf., 1934.
- Liparis trulliformis Schltr., 1924.
- Liparis truncata F.Maek. ex T.Hashim., 1987.
- Liparis truncatula Schltr., 1911.
- Liparis truncicola Schltr., 1911.
  - Liparis truncicola var. oblanceolata Schltr., 1911.
  - Liparis truncicola var. truncicola.
- Liparis tschangii Schltr., 1924.
- Liparis tunensis J.J.Sm., 1903.

### V
- Liparis verrucosa Frapp. ex Cordem., 1895.
- Liparis verticillata G.A.Romero & Garay, 1999.
- Liparis vestita Rchb.f., 1872.
  - Liparis vestita subsp. seidenfadenii S.Misra, 1986.
  - Liparis vestita subsp. vestita.
- Liparis vexillifera (Lex.) Cogn. in C.F.P.von Martius & auct. suc. (eds.),1895.
- Liparis viridicallus Holttum, 1953.
- Liparis viridiflora (Blume) Lindl., 1830.
- Liparis viridipurpurea Griseb., 1866.
- Liparis vittata Ridl., 1870.
- Liparis volcanica R.González & Zamudio, 1993.

### W
- Liparis wageneri (Rchb.f.) Rchb.f. in W.G.Walpers, 1861.
- Liparis walakkadensis M.Kumar & Sequiera, 1999.
- Liparis walkeriae Graham, 1836.
- Liparis warpurii Rolfe, 1908.
- Liparis wenzelii Ames, 1915.
- Liparis werneri Schltr., 1911.
- Liparis wightiana Thwaites, 1861.
- Liparis wrayi Hook.f., 1890.

### X
- Liparis xanthina Ridl., J. Linn. Soc., 1886.

### Y
- Liparis yamadae (Tuyama) Fosberg & Sachet, 1988.

### Z
- Liparis zaratananae Schltr., 1924.
- Liparis zosterops N.Hallé, 1977.

## Galerie

Orchidées Liparis présentes sur les 5 continents
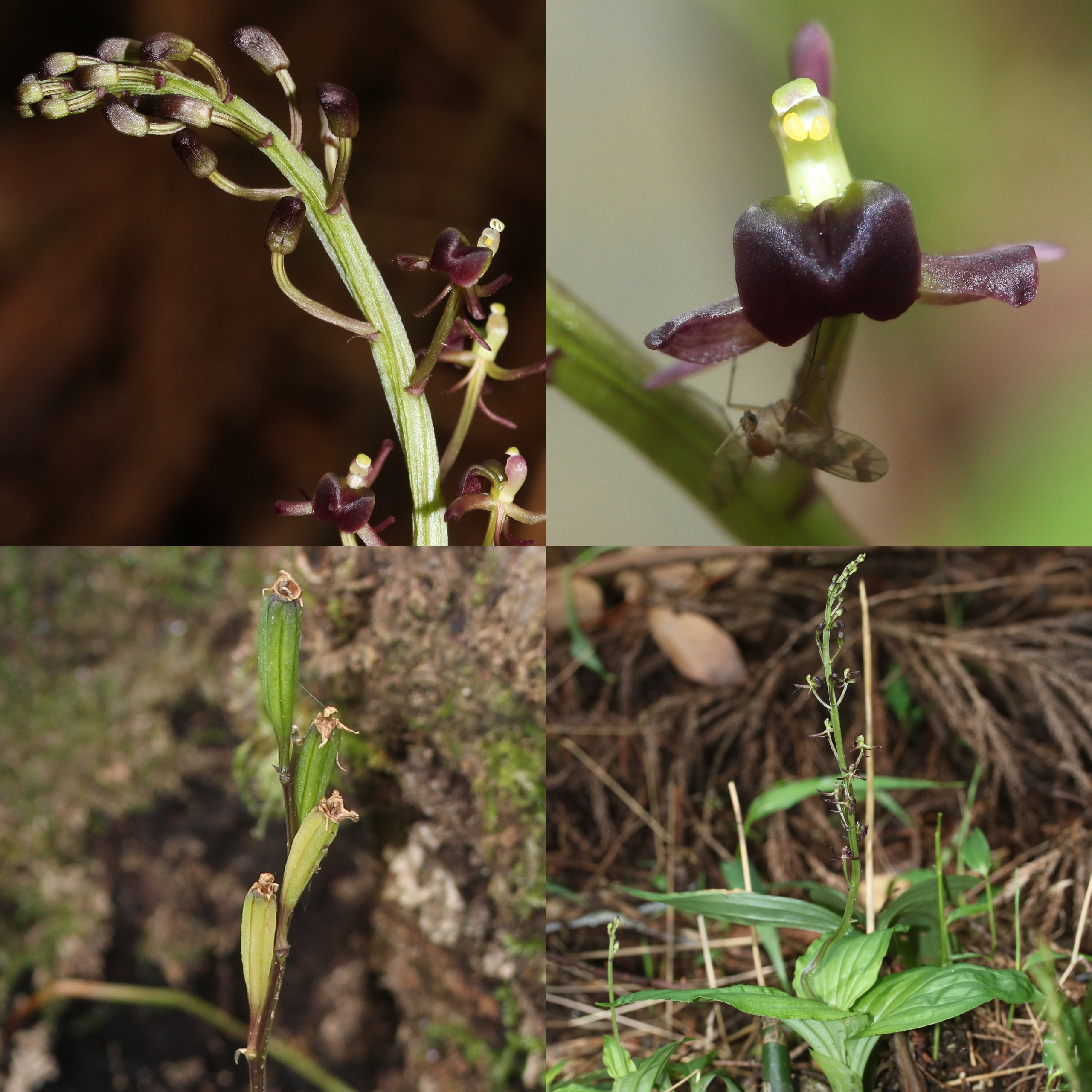
Liparis nervosa (Afrique, Amérique, Asie)
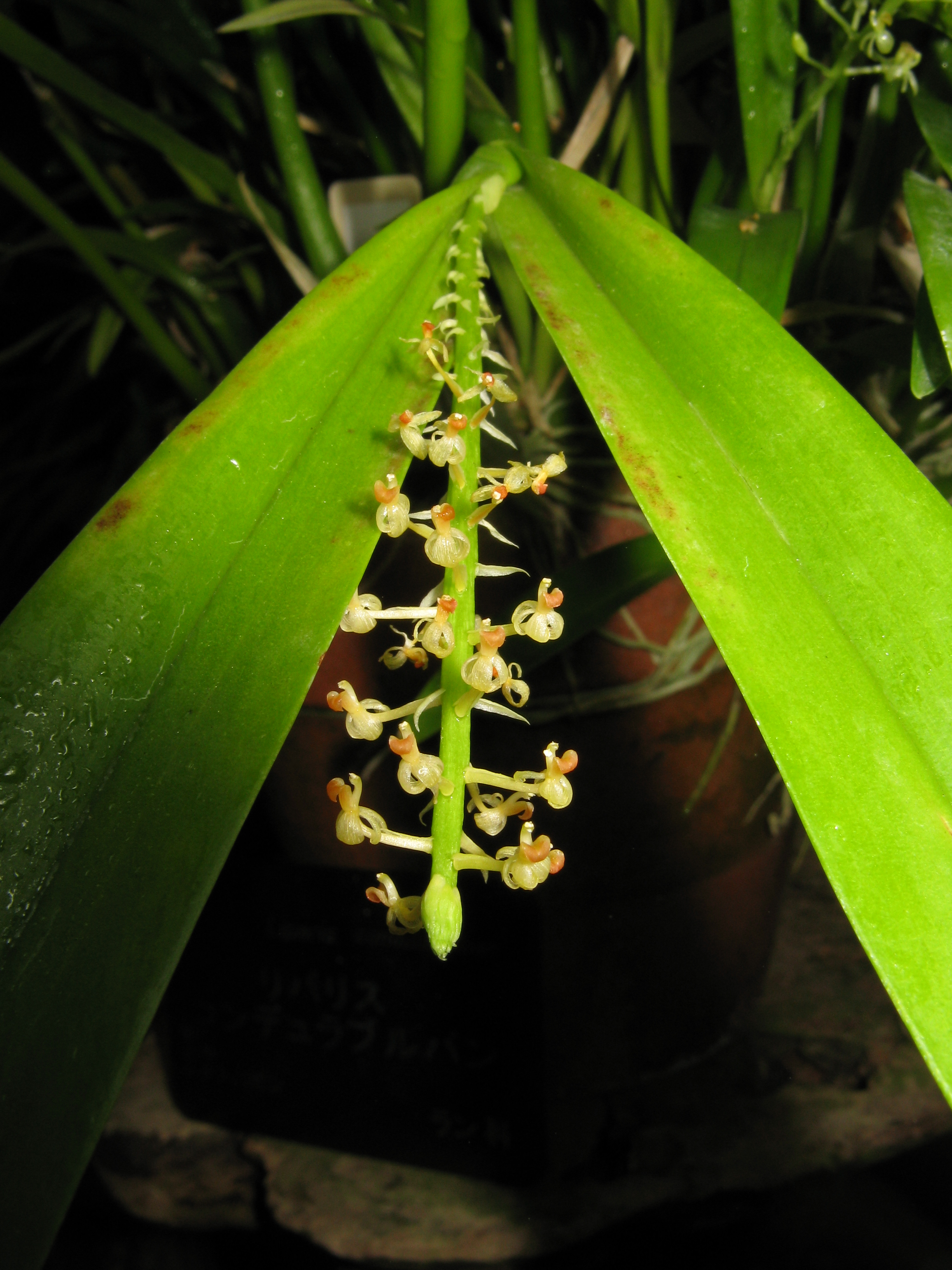
Liparis condylobulbon (Asie du Sud-Est), cultivé dans le jardin des fleurs de la préfecture d'Osaka, Japon
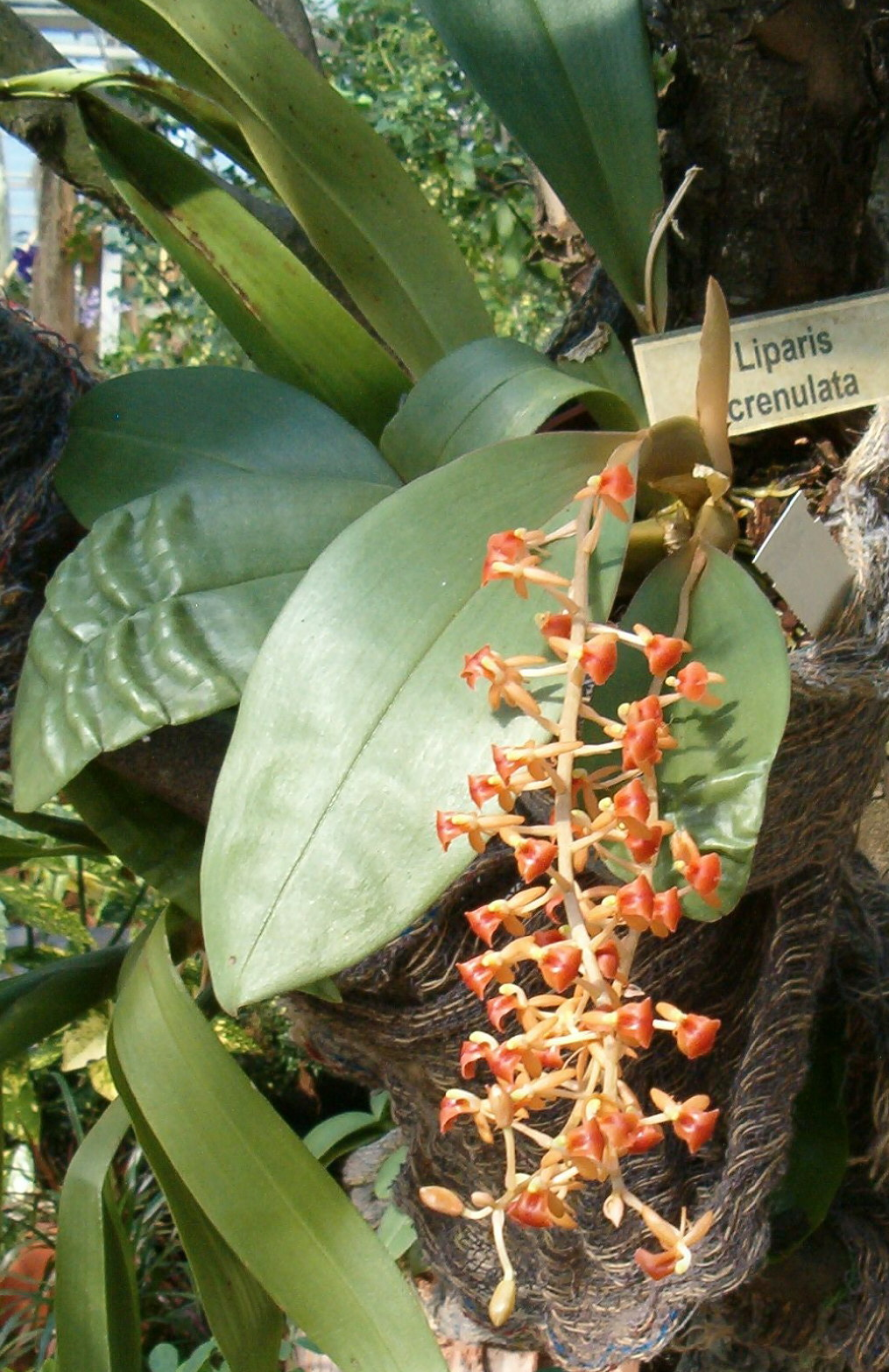
Liparis crenulata (Asie du Sud-Est, Indonésie) cultivé au jardin botanique et musée botanique de Berlin-Dahlem, Allemagne
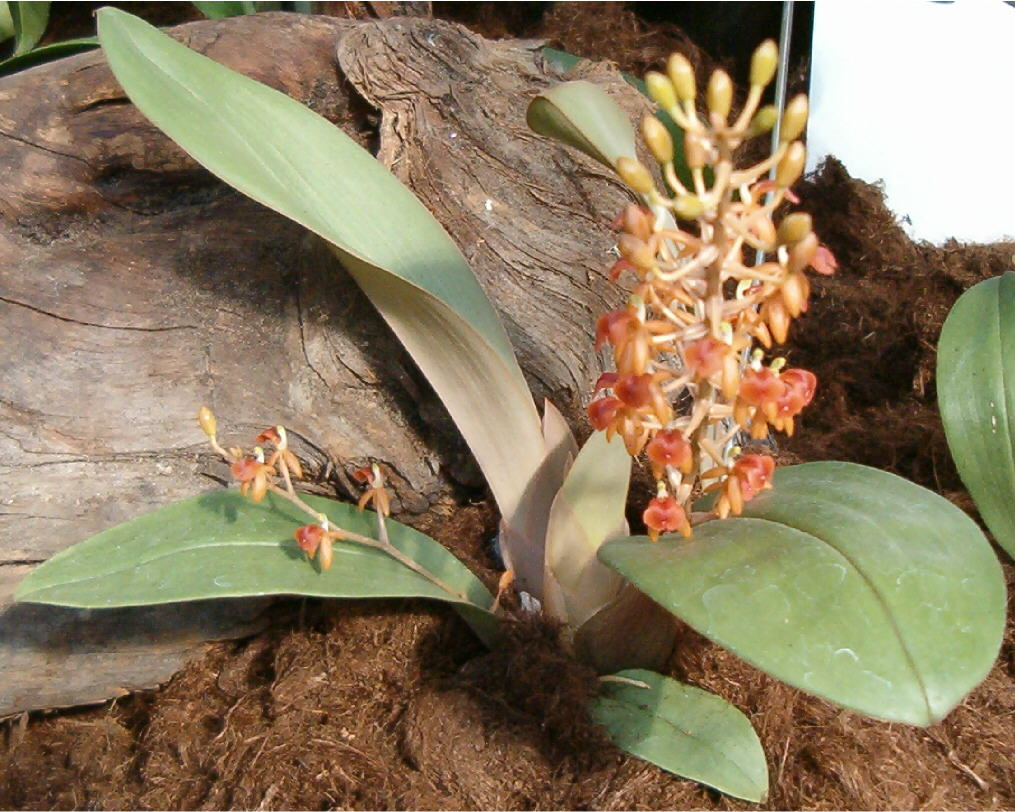
Liparis latifolia (Asie du Sud-Est), cultivé au jardin botanique de Berlin-Dahlem, Allemagne
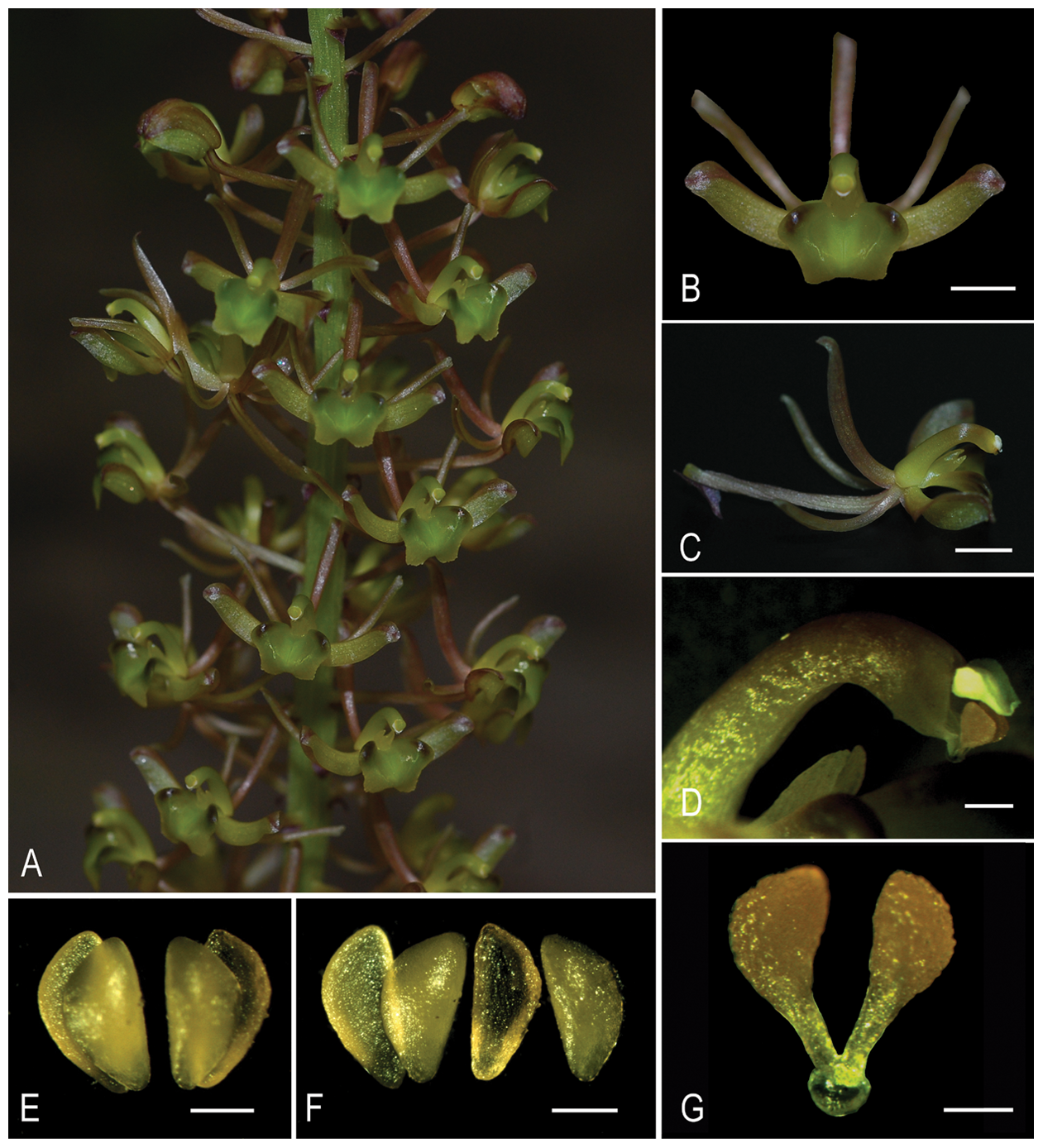
Liparis pingxiangensis (Asie, Chine)
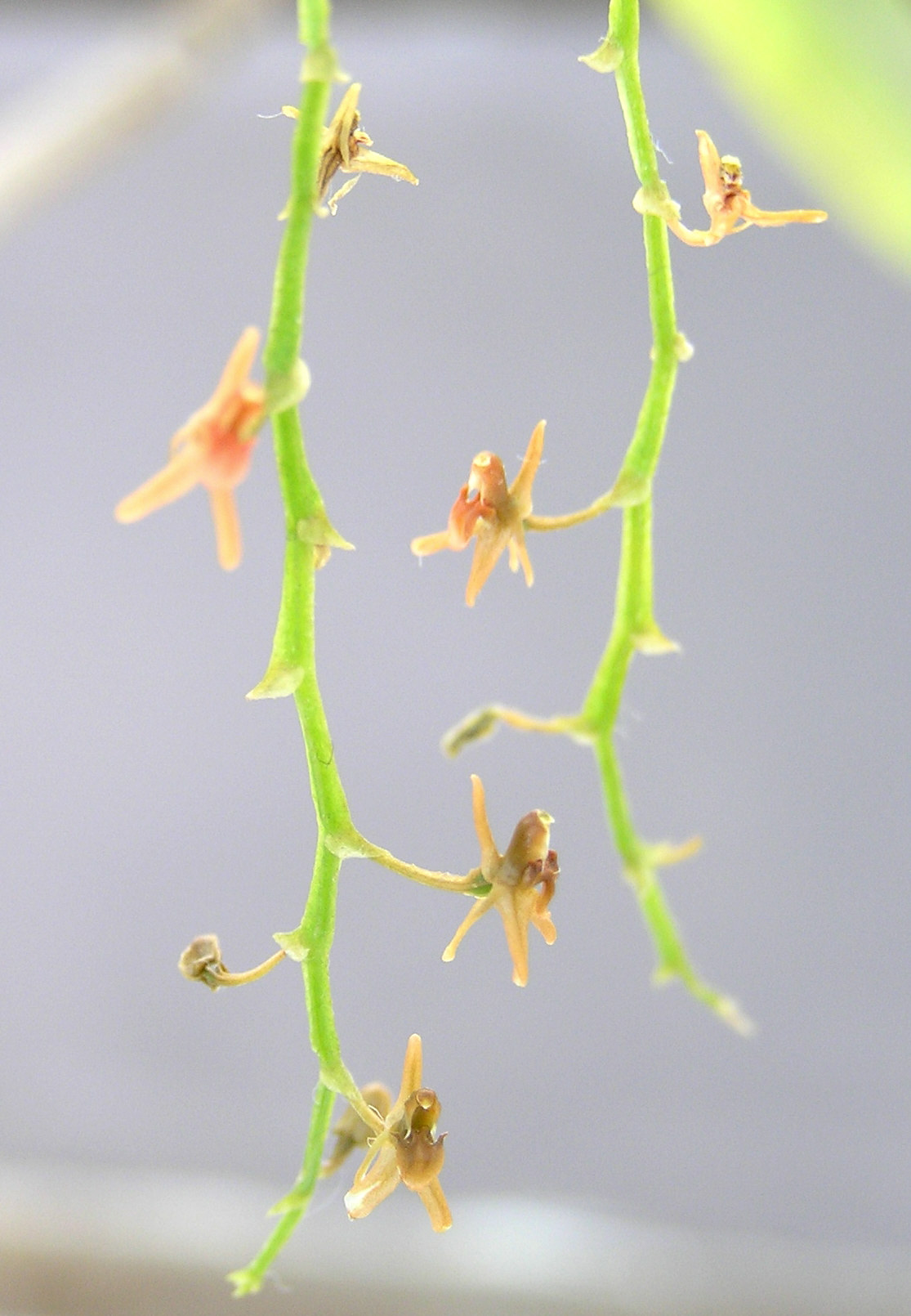
Liparis resupinata (Asie du Sud, Inde), exposition Royal Flora Ratchphruek, Thaïlande
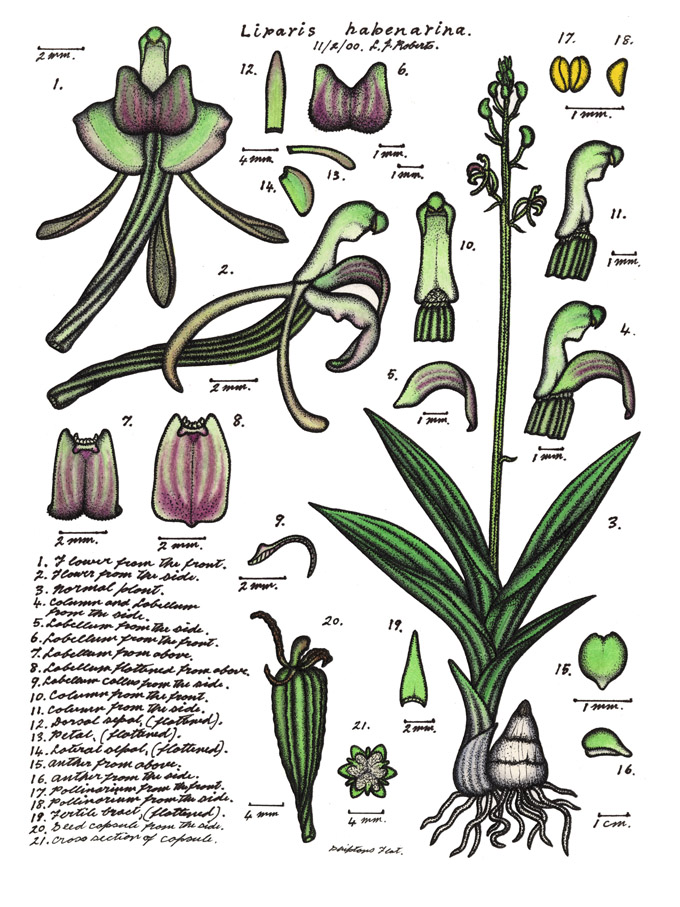
Liparis habenarina, planche descriptive de Lewis Roberts, "Orchids of far north-eastern Queensland" (1995-2003) (Australie)
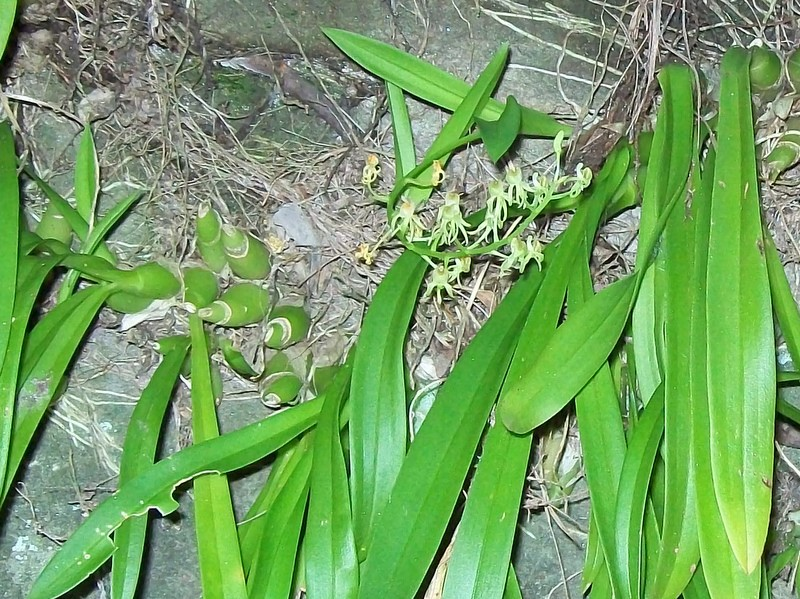
Liparis reflexa (Océanie, Australie), Parc national Ku-ring-gai Chase
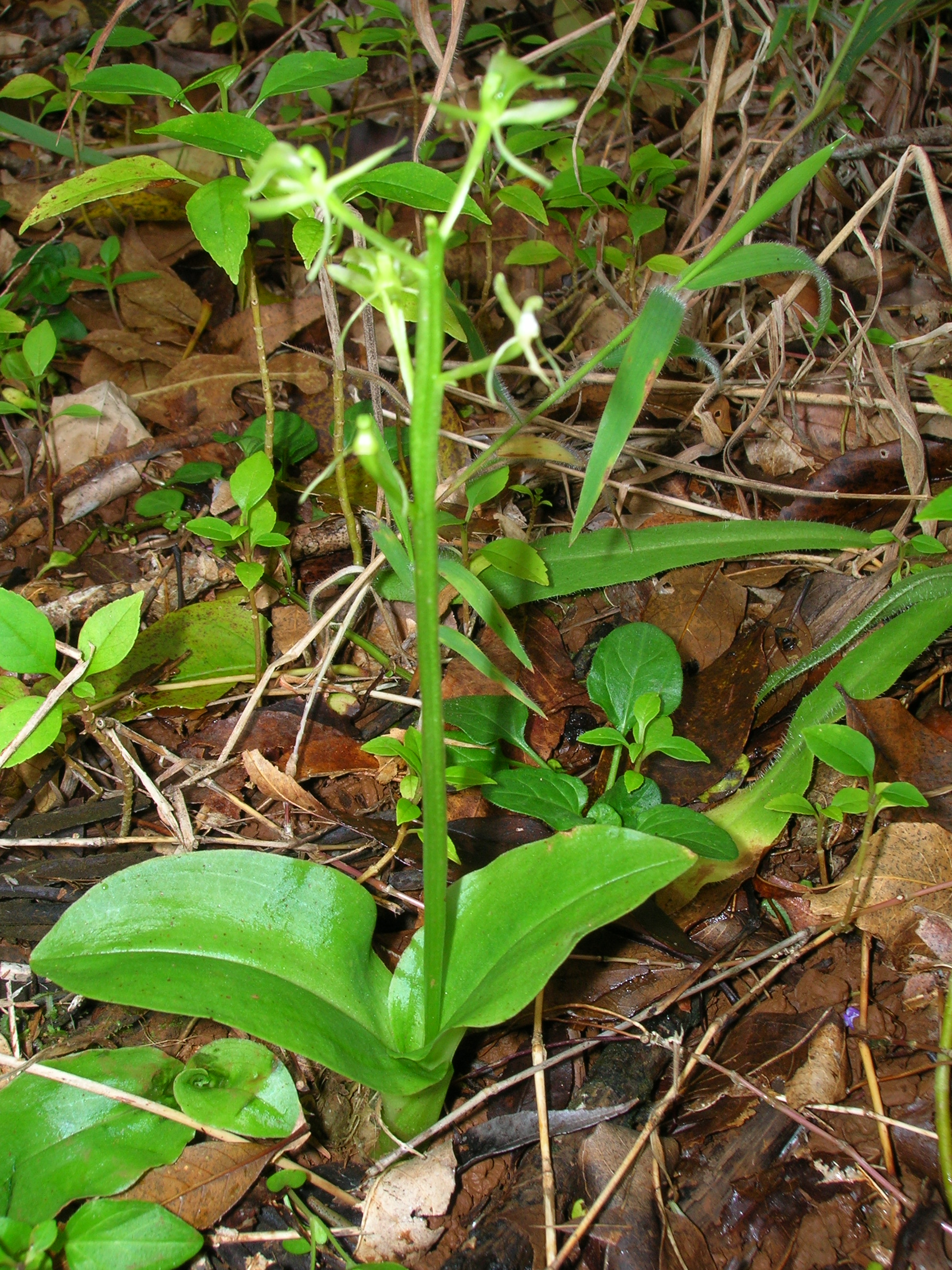
Liparis hawaiensis (Hawaï, USA)
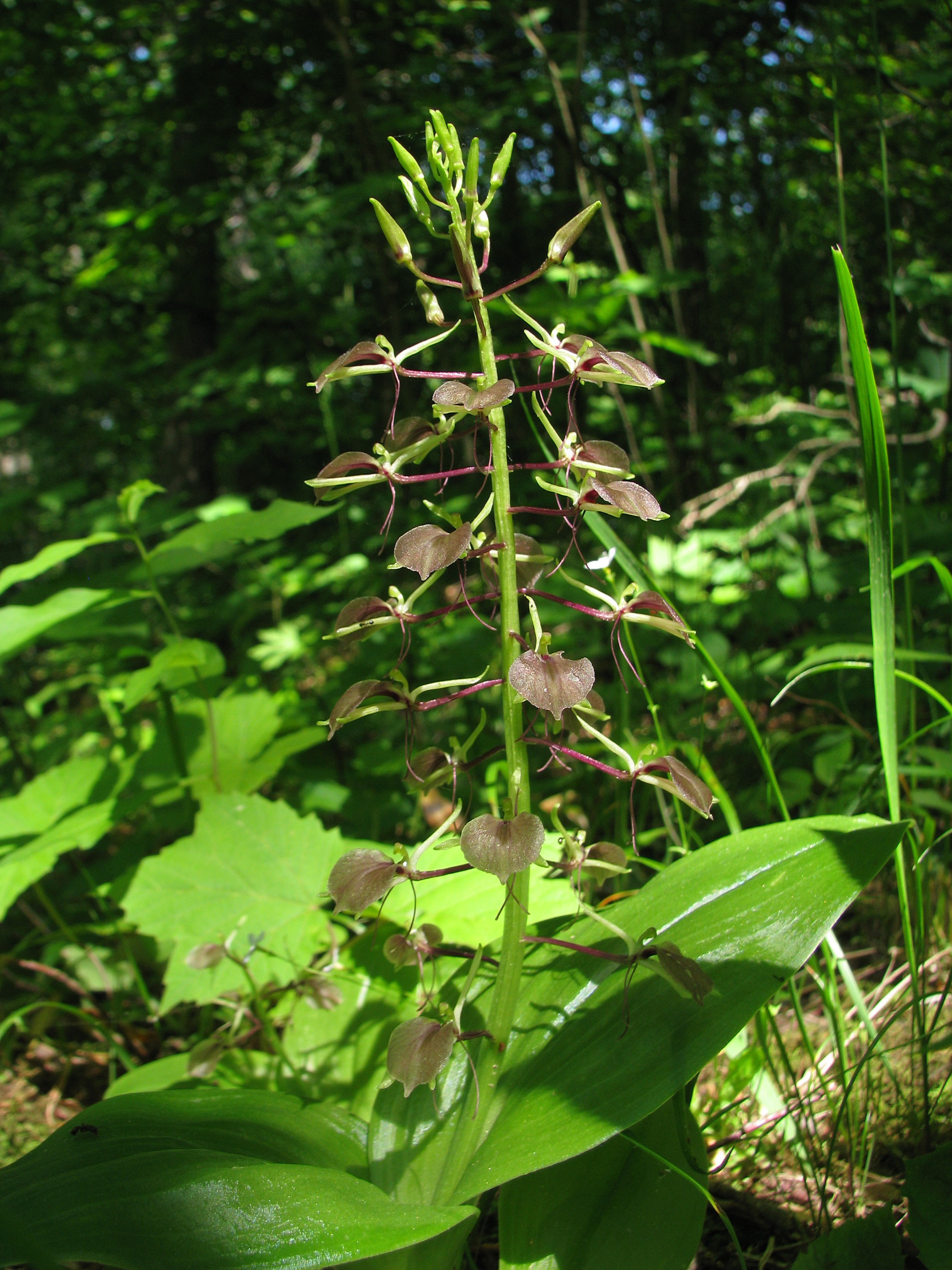
Liparis liliifolia (Amérique du Nord), Pennsylvanie, USA
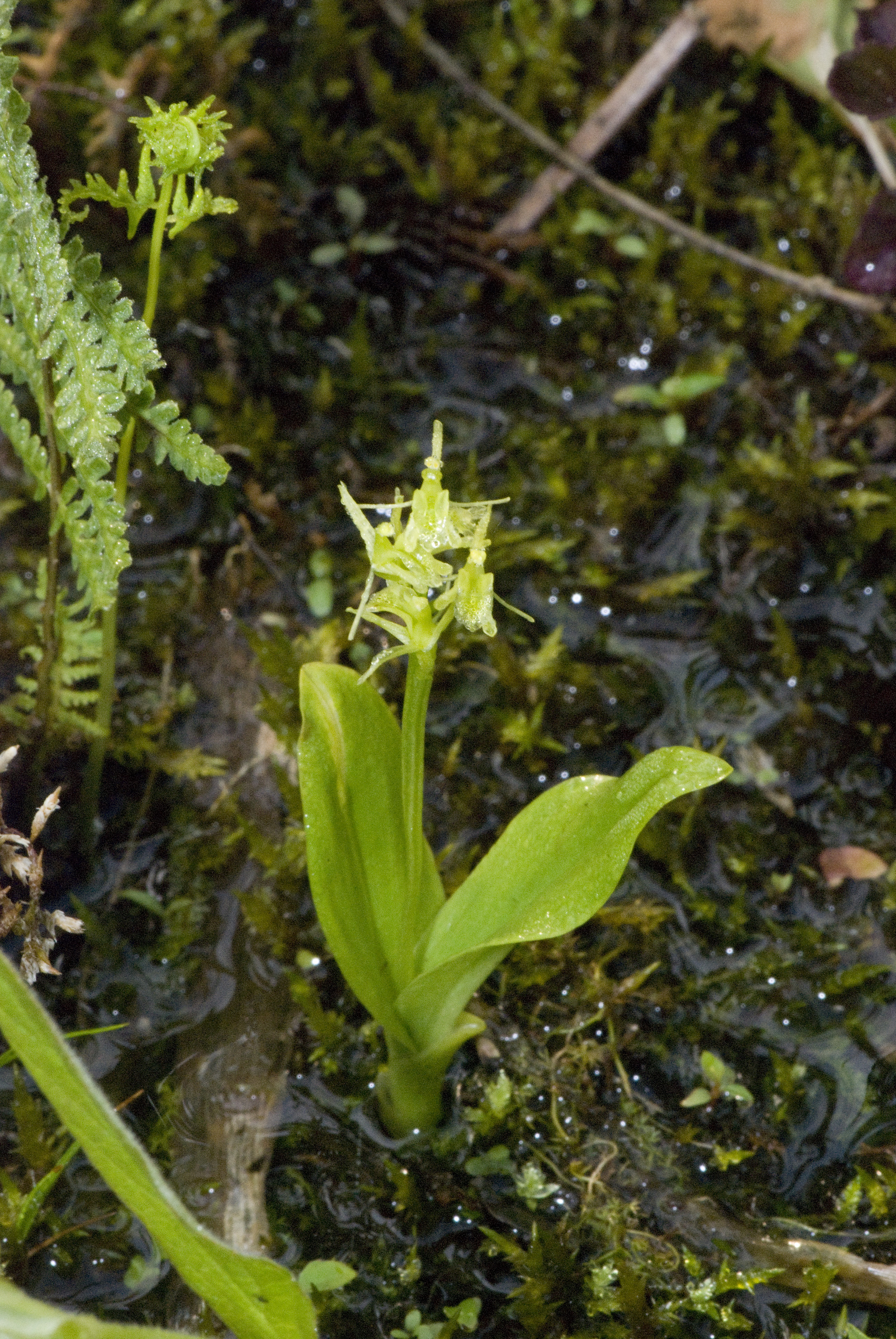
Liparis loeselii (Europe, France)